# 729 Watsonia
729 Watsonia
729 Watsonia là một tiểu hành tinh ở vành đai chính. Nó được Joel Hastings Metcalf phát hiện ngày 9.2.1912 ở Winchester, Massachusetts và được đặt theo tên James C. Watson, nhà thiên văn học người Mỹ gốc Canada